# Hög jordstjärna
Hög jordstjärna (Geastrum fornicatum) är en svampart som först beskrevs av William Hudson, och fick sitt nu gällande namn av William Jackson Hooker 1821. Hög jordstjärna ingår i släktet jordstjärnor och familjen jordstjärnor.  Arten är reproducerande i Sverige. Inga underarter finns listade i Catalogue of Life.

## Källor

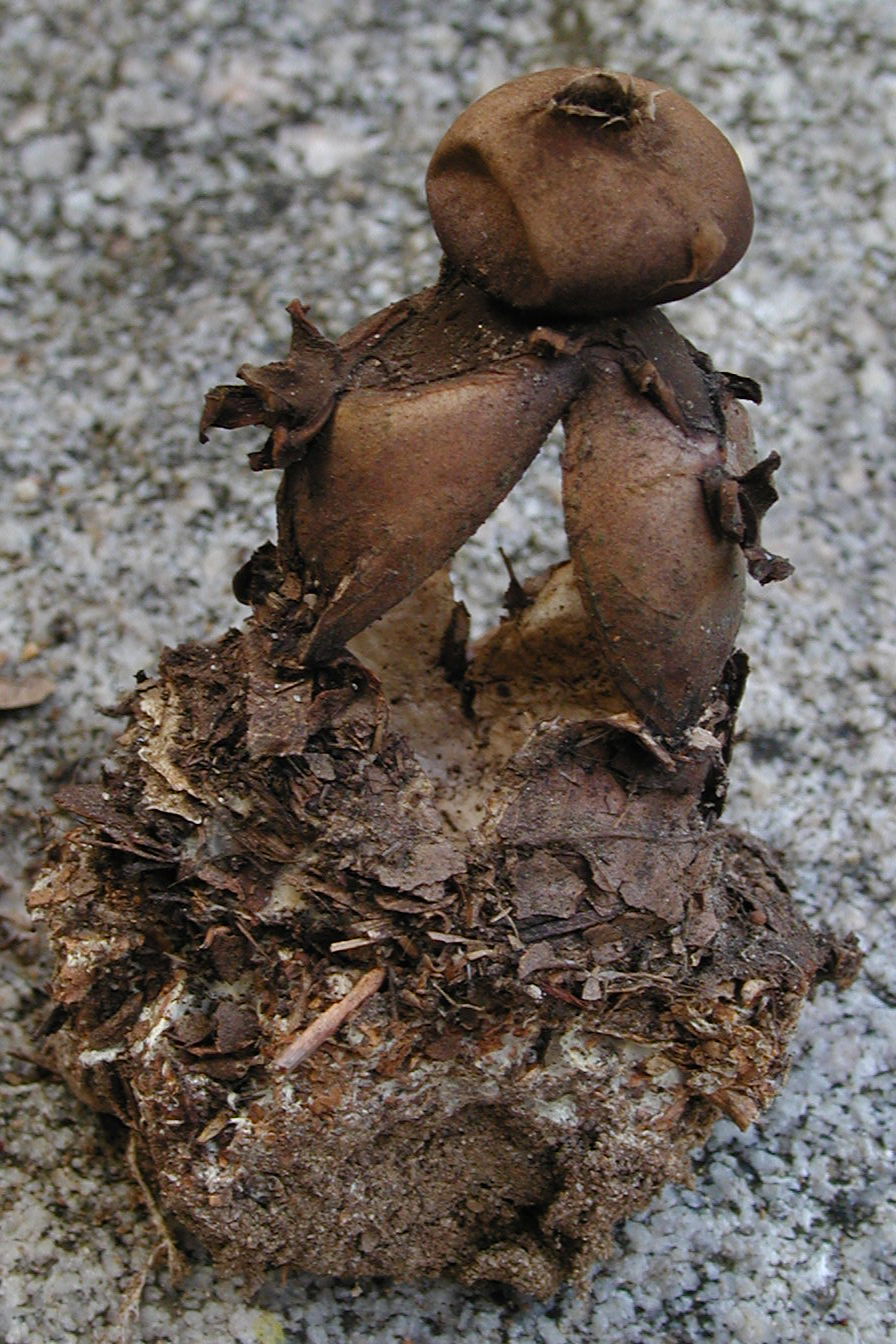